# إليز هونيغر
إليز هونيغر هي صحفية وناشطة حق تصويت المرأة سويسرية، ولدت في 28 نوفمبر 1839 في شتيفا في سويسرا، وتوفيت في 14 نوفمبر 1912 في Rotmonten ‏ في سويسرا.